# Encamp
Encamp is een plaats en parochie (parròquia) in het centrum van Andorra en ligt op zo'n 1300 meter boven zeeniveau aan de rivier Valira d'Orient. De plaats is met name bekend vanwege het in de nabijheid gelegen skigebied Grandvalira.
Tot de parochie horen, behalve de plaats Encamp zelf, ook de dorpen El Tremat, Grau Roig, Les Bons, Vila en El Pas de la Casa. In de parochie woonden in 2007 14.029 mensen, in de plaats Encamp zelf alleen bij de census van 2014 7.473 mensen (waarmee het na Andorra la Vella en Escaldes-Engordany de derde plaats van Andorra is).
Nabij Encamp staat de zendinstallatie voor de korte en lange golf van radiozender Radio Andorra. De installatie is op 9 april 1981 buiten werking gesteld. Hij staat op een hoogte van 2600 meter en is daarmee de hoogst gelegen zender van Europa.

## Bezienswaardigheden
- De kern Les Bons (middeleeuws)
- Het Museu Nacional de l'Automòbil
- Skistations van Grau Roig en Pas de la Casa
- De Sint-Eulaliakerk
- Casa Cristo
- Circuit Andorra